# Diecezja Tianshui
Diecezja Tianshui (Qinzhou) (łac. Dioecesis Zinceuvensis, chiń. 天主教秦州教区) – rzymskokatolicka diecezja ze stolicą w Tianshui w prowincji Gansu, w Chińskiej Republice Ludowej. Biskupstwo jest sufraganią archidiecezji Lanzhou.
Patronem diecezji jest św. Fidelis z Sigmaringen OFMCap.

## Historia
28 kwietnia 1905 papież Pius X erygował wikariat apostolski Południowego Gansu. Dotychczas wierni z tych terenów należeli do wikariatu apostolskiego Gansu (obecnie archidiecezja Lanzhou). 8 marca 1922 zmieniono granice jednostek kościelnej administracji w wyniku czego część wikariatu apostolskiego Południowego Gansu powróciła pod władze wikariuszy apostolskich z Lanzhou (od tego dnia wikariatu apostolskiego Zachodniego Gansu). Omawiana jednostka zmieniła nazwę na wikariat apostolski Wschodniego Gansu.
3 grudnia 1924 zmieniono nazwę na wikariat apostolski Tianshui (Qinzhou). 25 stycznia 1930 utracił on część terytorium na rzecz nowo powstałej prefektury apostolskiej Pingliang (obecnie diecezja Pingliang).
W wyniku reorganizacji chińskich struktur kościelnych dokonanych przez Piusa XII bullą Quotidie Nos, 11 kwietnia 1946 wikariat apostolski Tianshui został podniesiony do rangi diecezji.
Z 1950 pochodzą ostatnie pełne, oficjalne kościelne statystyki. Diecezja Tianshui liczyła wtedy:
- 8548 wiernych (0,3% społeczeństwa)
- 28 kapłanów (10 diecezjalnych i 18 zakonnych)
- 33 sióstr i 1 brata zakonnego
- 24 parafie.

Od zwycięstwa komunistów w chińskiej wojnie domowej w 1949 diecezja, podobnie jak cały prześladowany Kościół katolicki w Chinach, nie może normalnie działać. Zagraniczni misjonarze na czele z bp Peterem G. Grimmem OFMCap zostali wydaleni z kraju. Kolejnym biskupem w 1981 został Casimir Wang Milu. Przyjął on sakrę w łączności z papieżem, lecz nie uznały tego władze w Pekinie. Dwa lata później został aresztowany w Pekinie i skazany na 10 lat więzienia. Po suspendowaniu bp Wang Milu w 2003 (był oskarżony o nadużywanie specjalnych uprawnień przyznanych przez Stolicę Apostolską i wyświęcanie biskupów bez zgody papieża – z drugiego zarzutu został oczyszczony) administratorem diecezji został jego brat John Wang Ruowang. W 2011 potajemnie wyświęcony na biskupa również bez uznania władz świeckich. W tym samym roku Benedykt XVI zgodził się na przyjęcie sakry przez administratora Tianshui Patriotycznego Stowarzyszenia Katolików Chińskich ks. Bosco Zhao Jianzhanga, który miał zostać uznanym przez papieża koadiutorem Wang Ruowanga jednak święcenia te jeszcze się nie odbyły. W 2011 władze zatrzymały obu biskupów oraz grupę księży i wiernych świeckich Kościoła podziemnego. Podobne sytuacje miały miejsce również w 2012.

## Ordynariusze

### Wikariusze apostolscy
- o. Everard Ter Laak CICM[9] (1906 – 1914) następnie mianowany koadiutorem wikariusza apostolskiego Centralnej Mongolii
- o. Constantin Daems CICM[10] (1914 – 1922)
- Salvador-Pierre Walleser OFMCap[11] (1922 – 1946)

### Biskupi
- Peter G. Grimm OFMCap[11] (1949 – 1959) de facto wydalony z kraju po zwycięstwie komunistów nie miał realnej władzy w diecezji; następnie mianowany prefektem apostolskim Sibolgi w Indonezji
- sede vacante (być może urząd sprawował biskup(i) Kościoła podziemnego) (1959 – 1981)
- Casimir Wang Milu (1981 – 2003)
- sede vacante (2003 – 2011)
  - John Baptist Wang Ruohan administrator[12]
  - John Wang Ruowang administrator
- John Wang Ruowang (2011 – nadal)

### Antybiskup
Ordynariusz mianowany przez Patriotyczne Stowarzyszenie Katolików Chińskich nie posiadający mandatu papieskiego:
- Augustine Zhao Jingnong (1981 – 2004).